# Juurikkajärvi (sjö i Heinävesi, Södra Savolax)
Juurikkajärvi är en sjö i kommunen Heinävesi i landskapet Södra Savolax i Finland. Sjön ligger 101 meter över havet. Den är 10,2 meter djup. Arean är 95 hektar och strandlinjen är 7,2 kilometer lång. Sjön  ingår i Vuoksens huvudavrinningsområde.   Den ligger omkring 120 kilometer nordöst om S:t Michel och omkring 330 kilometer nordöst om Helsingfors. 
Väster om Juurikkajärvi ligger Juurikkaselkä. 